# Basanit (Gestein)

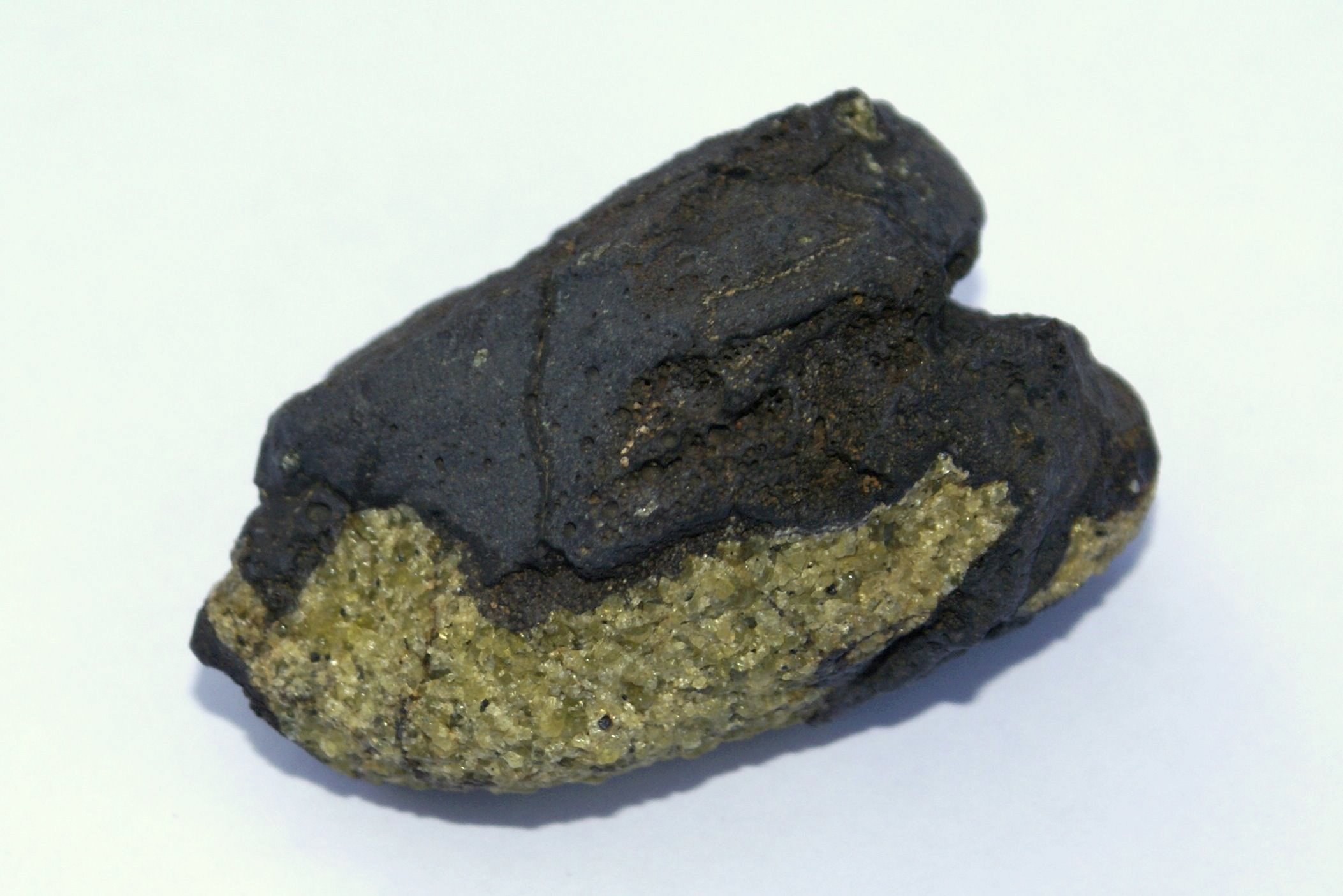
Eine vulkanische Bombe mit Basanit-Mantel (schwarz) und Dunit-Kern (grün)

Basanit (lateinisch Basanite, neugriechisch βασανίτης) ist ein vulkanisches Gestein und gehört zur Gruppe der Alkaligesteine.

## Wortherkunft
Die Herkunft des Namens ist nicht vollkommen klar. Eine Möglichkeit ist, dass der Name von dem Land Baschan abgeleitet wurde, das vor allem im Alten Testament erwähnt wird und im heutigen Syrien liegt. Eine andere Möglichkeit ist die Abstammung vom griechischen βασανίτης [λίθος] (basanítēs [líthos]), „Prüfstein“ bzw. βάσανος, básanos, „Grabstichel-Stein“.

## Zusammensetzung
Vorherrschend bei der Zusammensetzung von Basanit sind Plagioklas und Feldspatvertreter wie Leucit und Nephelin, hinzu kommen Anteile von Augit, Olivin und seltener Eisen-Titan-Oxide wie Ilmenit und Magnetit. Kleinere Anteile alkalischer Feldspate können ebenfalls vorhanden sein, was durch die Position des Basanits im Streckeisendiagramm verdeutlicht wird. Augit und Olivin sind meist als Einsprenglinge in der Matrix vorhanden. Der Augit enthält in diesem Gestein wesentlich mehr Titan, Aluminium und Natrium als in tholeiitischem Basalt. Quarz kommt nicht vor, dafür aber Pyroxen und Pigeonit.
Chemisch gesehen besitzt Basanit im Vergleich zu Basalt nur einen sehr geringen Siliziumoxidanteil von etwa 42 bis 45 Prozent, dafür einen hohen Anteil von Alkalioxiden mit 3 bis 5,5 Prozent.
Basanit befindet sich zusammen mit Tephrit im Feld-14 des Streckeisendiagramms und unterscheidet sich von Tephrit durch einen Olivin-Gehalt von mehr als 10 Prozent.

## Eigenschaften
Basanit weist eine rotbraune bis schwarzgraue Farbe auf. Durch seine hohe Dichte und Festigkeit besitzt das Gestein einen hohen Polierwiderstand, als auch einen hohen Widerstand gegen Druck- und Schlagbeanspruchung. Weiterhin ist es witterungs- und frostbeständig. Es ist allerdings nicht gegen chemische Aggressorien resistent.

## Unterarten

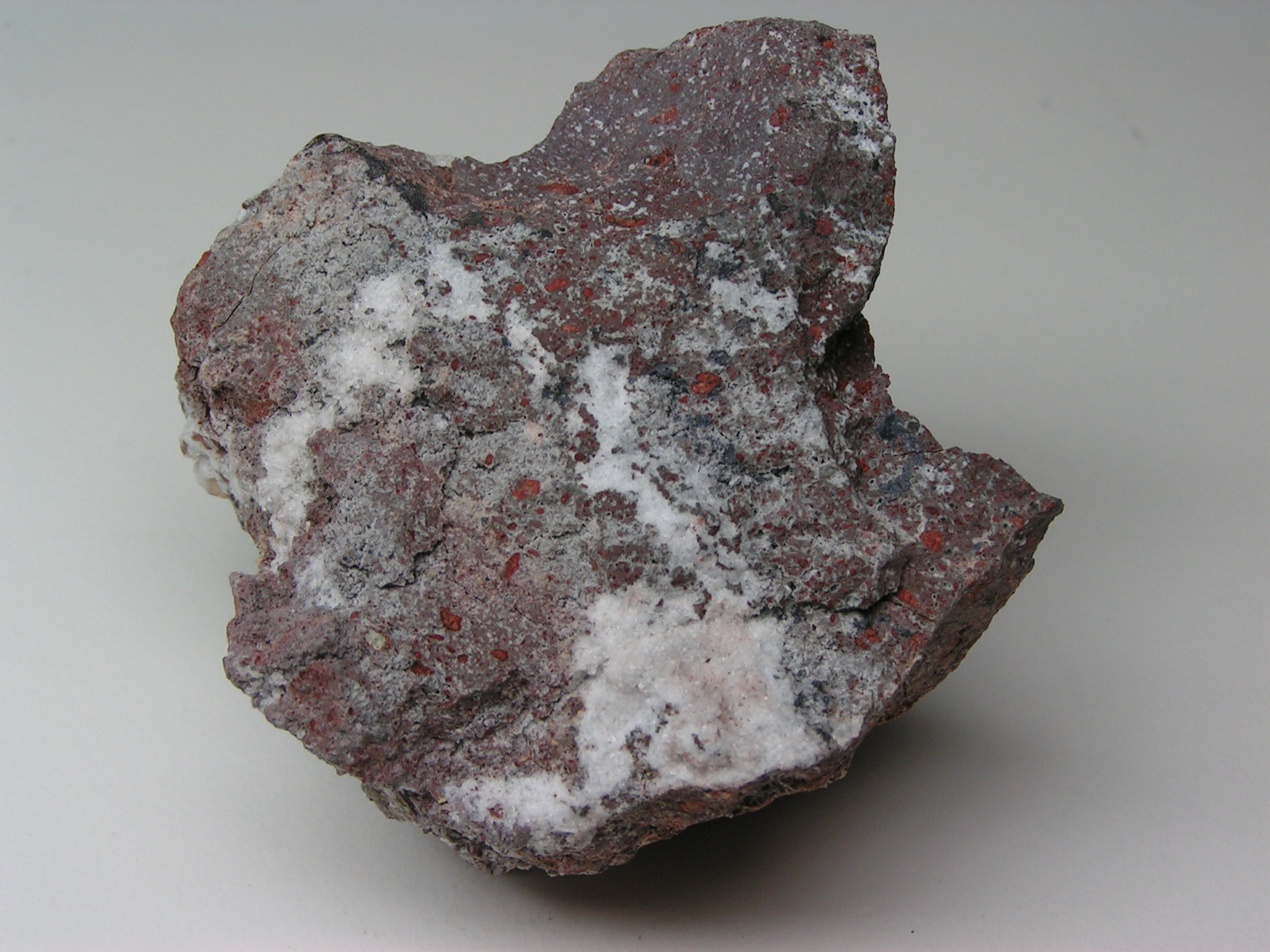
Limburgit vom Limberg am Kaiserstuhl

### Nephelinbasanit
Nephelinbasanit besitzt neben den wesentlichen Gemengteilen Feldspat, Nephelin und Augit einige Anteile Olivin, weist aber kein Leucit auf. Er besteht aus einer rötlichbraunen oder graubraunen glasigen oder mikrokristallinen Grundmasse, in der sich Einsprenglinge von Olivin und Klinopyroxen befinden. Der Olivin ist wenige Millimeter groß und liegt meist nur noch in verwitterter Form vor, entweder als gelblicher Limonit oder als roter Hämatit. Ein bekannter Vertreter eines Nephelinbasanit ist der Limburgit.

### Leucitbasanit
Leucitbasanit ist sehr nah mit dem Nephelinbasanit verwandt. Der einzige Unterschied zwischen beiden Gesteinen besteht darin, dass er kein Nephelin aufweist, dafür aber Leucit.

## Verwendung

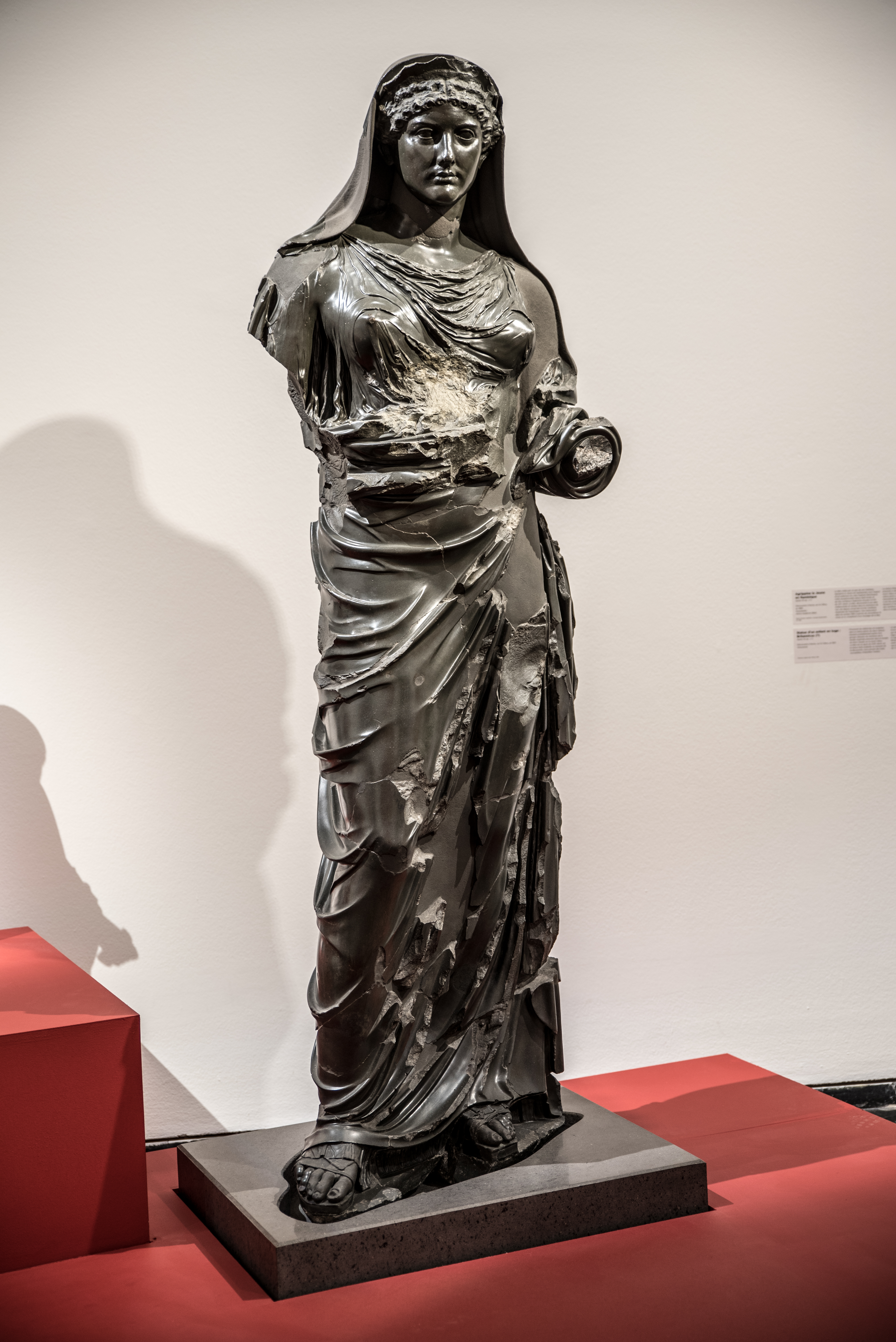
Statue Agrippinas der Jüngeren aus Basanit

Schon im Alten Ägypten wurden Statuen aus schwarzem Basanit hergestellt. Heute wird Basanit aufgrund seiner Eigenschaften im Straßen- und Wegebau, in der Betonindustrie und im Gleis- und Wasserbau eingesetzt.

## Vorkommen von Basanit
Basanite finden sich sowohl auf den Kontinenten als auch auf Inseln am Meer. Sie entstehen zum Beispiel zusammen mit Basalten durch Hotspotvulkanismus auf Hawaii oder den Komoren.

### Mitteleuropa
- Deutschland
  - Eifel
  - Kaiserstuhl
  - Lausitzer Bergland
  - Rhön
  - Vogelsberg
  - Westerwald
- Böhmisches Mittelgebirge

### Außerhalb Mitteleuropas
- Frankreich – Chaîne des Puys, Chaîne de la Sioule
- Hawaii
- Komoren im Indischen Ozean
- Madagaskar
- Wadi Hammamat in Ägypten